# Армстронг-Джонс, Серена
Леди Серена Алейна Армстронг-Джонс, графиня Сноудон, урождённая Стэнхоуп (англ. Serena Alleyne Armstrong-Jones, Countess of Snowdon, née Stanhope; родилась 1 марта 1970, Лимерик, Ирландия) — британская аристократка, жена Дэвида Армстронг-Джонса, 2-го графа Сноудона, двоюродного брата короля Карла III.

## Биография
По рождению Серена Алейна принадлежит к англо-ирландской аристократии. Она появилась на свет в 1970 году в семье Чарльза Стэнхоупа, виконта Питершема (позже он стал 12-м графом Харрингтон), и его жены Вирджинии, в девичестве Фриман-Джексон. Родители Серены развелись, когда ей было 13 лет. Она получила школьное образование в Англии, Италии и Швейцарии.
8 октября 1993 года Серена Стэнхоуп стала женой Дэвида Армстронг-Джонса, виконта Линли, племянника королевы Елизаветы II. В этом браке родились двое детей: Чарльз Патрик Иниго Армстронг-Джонс (1 июля 1999 года), виконт Линли с 2017 года, и Маргарита Элизабет Роуз Алейна Армстронг-Джонс (14 мая 2002 года).
В 2017 году, после смерти свёкра, Серена стала графиней Сноудон по мужу. В феврале 2020 года стало известно, что Дэвид и Серена разводятся.